# Trattato sui principi della conoscenza umana
Il Trattato sui principi della conoscenza umana (A Treatise Concerning the Principles of Human Knowledge, comunemente chiamato Trattato in riferimento alle opere di Berkeley), è una pubblicazione del 1710, in lingua inglese, scritta dal filosofo empirista irlandese George Berkeley. 
Questo libro cerca soprattutto di confutare le affermazioni fatte dal suo contemporaneo John Locke sulla natura della percezione umana. Benché, come tutti i filosofi empiristi, sia Locke che Berkeley fossero d’accordo sul fatto che noi abbiamo esperienze sia che gli oggetti materiali esistano o meno, Berkeley cercò di provare che il mondo esterno (il mondo che causa le idee che una persona ha nella propria mente) fosse composto unicamente da idee. 
Berkeley lo fece dicendo che “le idee possono assomigliare solamente ad idee” - le idee mentali che possediamo possono somigliare ad altre idee (non oggetti materiali), e quindi il mondo esterno non ha una forma fisica, ma piuttosto fatta di idee. La regolarità e la logica di questo mondo è (o almeno era) stata data da un’altra forza, che Berkeley conclude essere Dio.

## Contenuto

### Introduzione
Berkeley dichiara che la sua intenzione sia quella di indagare i Principi primi della conoscenza umana, al fine di scoprire i principi che hanno portato al dubbio, all’incertezza, all’assurdità e alla contraddizione in filosofia. Con la pretesa di preparare il lettore, discute di due temi che conducono agli errori. In primo luogo, afferma che la mente non può concepire idee astratte. Non possiamo avere un’idea di qualcosa di astratto che è comune a tante idee particolari e che quindi ha, allo stesso tempo, molti predicati diversi e nessun predicato. In secondo luogo, Berkeley afferma che le parole, come i nomi, non denotano idee astratte. Per quanto riguarda le idee, asserisce che possiamo solo pensare a cose particolari che vengono percepite. I nomi, scrive, identificano idee generali, non astratte. Le idee generali rappresentano un insieme di idee particolari. Berkeley critica Locke per aver detto che le parole identificano idee generali ma astratte. Al termine della sua introduzione, consiglia al lettore di lasciare che le sue parole producano idee chiare e particolari invece di tentare di associarle ad astrazioni inesistenti.

## Parte I (Nota: la parte II non fu mai pubblicata)

### "Essere" significa "essere percepito"
Berkeley inizia il suo trattato affermando che l’esistenza vuol dire l’essere percepito da un percipiente. Le menti umane percepiscono le idee, non gli oggetti. Le tre tipologie di idee sono quelle di sensazione, di pensiero e di immaginazione. Quando tante idee sono associate insieme, identificano una cosa particolare, distinta, a cui viene quindi associato un nome specifico.
Le idee sono sentite e percepite da un percipiente consapevole. Questo percipiente attivo è indicato con i nomi mente, spirito, anima o individuo. Le idee esistono in virtù di un percipiente. L’esistenza di un’idea consiste nell’essere percepita.
Cos’è inteso con il termine “esistere” quando è applicato a una cosa che si conosce attraverso i sensi? Dire che qualcosa esiste equivale a dire che è percepita da un percipiente (Esse is percipi). Questo è il principio fondamentale della conoscenza umana. Gli oggetti del mondo esterno sono cose che vengono percepite attraverso i nostri sensi. Noi percepiamo solo le nostre sensazioni o idee. Le idee e le sensazioni non possono esistere se non percepite. Dire che un oggetto esiste senza essere percepito è cercare di astrarre ciò che non può essere astratto. Non possiamo separare o astrarre gli oggetti e le loro qualità dalla nostra percezione di essi.
Se un oggetto esiste o è percepito, deve essere percepito da me o da qualche altro percipiente. È impossibile separare l’essenza di una cosa sensibile dalla sua esistenza come percezione di qualcuno. Non ci possono essere sostanze pensanti o substrati di idee. Dunque, la mente o lo spirito percettivo è l’unica sostanza delle idee. Le idee sono interne o appartengono a un percipiente.
Ci sono cose che esistono in una sostanza non pensante esterne alla mente del percipiente? Possono queste essere gli originali a cui le idee si rifanno o assomigliano? Un’idea può solo somigliare a un’altra idea, non a qualcosa di non percepibile. È impossibile per noi concepire una copia o una somiglianza a meno che non sia tra due idee.

### Le qualità primarie e secondarie di Locke
Secondo Locke, le qualità primarie di una cosa, come l’estensione, la forma, il movimento, la solidità e il numero esistono anche se non percepite, sono indipendenti da una mente percipiente e sono composte da una sostanza inerte e non percepibile chiamata materia. Berkeley si oppose a questa affermazione di Locke. Le qualità chiamate primarie sono, per Berkeley, idee che esistono nella mente di un percipiente. Queste idee possono assomigliare solo ad altre idee, non possono esistere in una sostanza o materia che è concreta e impercepibile.
Le qualità primarie del moto, della forma ecc., non possono essere concepite come separate dalle qualità secondarie, che hanno a che fare con le sensazioni. Quindi le qualità primarie, come quelle secondarie, esistono solo nella mente. Le proprietà delle qualità primarie sono relative, e cambiano a seconda della prospettiva dell’osservatore. La grandezza o piccolezza di una figura, la velocità e la lentezza del movimento, esistono nella mente e dipendono dal punto di vista o dalla posizione.

### Numeri
I numeri esistono solo nella mente. La stessa cosa è descritta da numeri diversi a seconda del punto di vista della mente. Un oggetto può avere estensione uno, tre o trentasei a seconda che sia misurato in yard, piedi o pollici. I numeri sono relativi e non esistono in modo indipendente da una mente.

### Le qualità sensibili sono mentali
L’unità è meramente un’idea astratta. Le qualità primarie, come la forma, l’estensione e il movimento, sono relative, come lo sono anche le qualità secondarie come il rosso, l’amaro e la morbidezza. Dipendono tutte dalla posizione, dal punto di vista e dal sistema di riferimento. Il suo “...metodo di discutere non prova che non ci siano estensione o colore in un oggetto esterno, in modo che non possiamo sapere attraverso i sensi quale sia la vera estensione o il vero colore dell’oggetto”. L’idealismo, qui, è epistemologico, non ontologico. Berkeley dichiarò che è “...impossibile che qualunque colore o estensione, o qualsiasi altra qualità sensibile, possa esistere in un soggetto non pensante, senza mente, o a dire il vero, che ci sia qualcosa come un oggetto esterno alla mente”. Ogni qualità la cui esistenza dipende dalle sensazioni richiede che un organo di senso e una mente ne siano consci. Con “materia non pensante” Berkeley intende la “materia senza una mente” o “sostanza, substrato o supporto che non è una mente pensante”. Con “senza la mente” lui intende “non nella mente”.

### Significato della sostanza materiale
La materia è una sostanza materiale. Cosa significa questo? “Sostanza materiale” ha due significati: “esistere” e “supporto dei casi”. (La parola caso è qui usata per indicare una qualità non essenziale.) “Esistere” è incomprensibile perché è un concetto estremamente astratto. Parlare di accidenti di supporto come l’estensione, la figura e il moto significa parlare di una sostanza, un substrato e un supporto in modo insolito, figurato o non sensibile. Le qualità sensibili, come l’estensione, la figura o il moto non esistono all'esterno di una mente.

### Conoscenza degli oggetti esterni
Paragonando l’ontologia e l’epistemologia Berkeley chiese, “Ma, sebbene sia possibile che delle sostanze solide, figurate o mobili esistano senza una mente, in modo corrispondente alle idee che abbiamo dei corpi, come sarebbe possibile per noi saperlo?”. La conoscenza attraverso i nostri sensi ci dà solo la conoscenza dei nostri sensi, non di qualsiasi cosa non percepita. La conoscenza attraverso la ragione non garantisce che ci siano, necessariamente, oggetti non percepiti. Nei sogni e nelle frenesie, noi abbiamo idee che non corrispondono a oggetti esterni. “...La supposizione dell’esistenza di corpi esterni non è necessaria per la produzione delle nostre idee...” I materialisti non sanno come i corpi influenzano lo spirito. Non possiamo supporre che ci sia la materia perché non sappiamo come le idee si presentano nella nostra mente. “In breve, se ci siano dei corpi esterni, è impossibile per noi poterlo sapere…”. Supponiamo che esista un’intelligenza non influenzata dai corpi esterni. Se questa intelligenza avesse sensazioni e idee ordinate e vivide, che ragione ci sarebbe di credere che siano i corpi esterni alla mente ad eccitare queste sensazioni e idee? Nessuna.

### La sfida di Berkeley
Attraverso la riflessione e l’introspezione è possibile provare a capire se un suono, una forma, un movimento e un colore esistano anche se non percepiti da una mente. Berkeley dichiarò che si sarebbe arreso e avrebbe ammesso l’esistenza non percepita degli oggetti materiali, anche se questa dottrina è inutile e non dimostrabile, se “...tu puoi concepire possibile per una sostanza mobile estesa o, in generale, per una qualsiasi idea, o qualcosa di simile a un’idea, a prescindere dal fatto che esista una mente che la percepisca…”. In risposta alla citazione di Berkeley, può essere detto che è facile immaginare oggetti non percepiti da nessuno. Ma, lui chiese, “...cos'è tutto questo, ti supplico, più che inquadrare nella tua mente certe idee che chiami libri o alberi, e allo stesso tempo omettere di inquadrare l’idea di qualcuno che può percepirli? Ma tu stesso non li percepisci, o pensi a loro tutto il tempo?”. La mente ha soltanto dimenticato di includere se stessa come l’immaginatore di questi oggetti immaginati.

### Esistenza assoluta
È impossibile capire cosa è inteso con le parole esistenza assoluta degli oggetti sensibili in loro stessi. Parlare di oggetti percepiti che non sono percepiti è usare parole che non hanno significato o pronunciare una contraddizione.

### Da cosa sono causate le idee?
Le idee esistono solo nella mente e non hanno potere di causare alcun effetto. Le idee di estensione, figura e moto non possono causare sensazioni. “Dire, quindi, che queste sensazioni sono gli effetti dei poteri derivanti dalla configurazione, dal numero, dal moto, e dalla dimensione dei corpuscoli deve sicuramente essere falso”. Alcune non-idee devono produrre la successione di idee nella nostra mente. Dato che la causa non può essere un’altra idea, deve essere una sostanza. Se non ci sono sostanze materiali, allora deve essere una sostanza immateriale. Una sostanza incorporea e attiva chiamata Spirito. Uno Spirito è ciò che agisce. Uno Spirito è un semplice essere attivo non diviso. Non può essere percepito. Solo i suoi effetti possono essere percepiti. I due principali poteri dello Spirito sono la Comprensione e la Volontà.
La Comprensione è uno Spirito che percepisce le idee. La volontà è uno Spirito che opera con idee o le produce. Le parole volontà, anima o spirito designano qualcosa che è attivo ma non può essere rappresentato da un’idea. Berkeley ha affermato che la mente attiva di una persona può generare idee immaginarie a piacimento. Le idee che sono percepite con i sensi, comunque, non sono dipendenti dalla volontà dell’osservatore. Le idee che sono impresse nella mente quando si osserva il mondo esterno non sono il risultato della volontà. “C’è comunque un'altra Volontà o Spirito che le produce”.

### Leggi naturali
Le idee che sono percepite attraverso i nostri sensi sono vivaci e distinte, non come le idee immaginate. La loro connessione ordinata e coerenza riflette la saggezza e la benevolenza della mente che le ha create. Le idee di senso seguono delle regole. Noi chiamiamo queste connessioni e associazioni leggi di natura. Le connessioni necessarie non vengono rilevate da noi. Noi osserviamo solo le leggi della natura consolidate e le usiamo per gestire i nostri affari.
Erroneamente, noi attribuiamo potere e libero arbitrio alle idee di senso, che sono semplici cause secondarie. Le idee, noi pensiamo, possono causare altre idee. La causa primaria, lo “Spirito governante la cui Volontà costituisce le leggi di natura” è ignorata.

### Idee forti e deboli
Ci sono idee superiori e ci sono idee infime. Chiamiamo le idee superiori cose reali. Sono regolari, vivide, costanti, distinte, ordinate e coerenti. Queste idee superiori di senso sono dipendenti in maniera minore dall'osservatore. Le idee dell’immaginazione, comunque, sono meno vivide e distinte. Esse sono copie o immagini di idee superiori e sono maggiormente la creazione di un percipiente. Tuttavia, sia le idee superiori che quelle infime sono idee e quindi esistono unicamente nella mente del percipiente.

### 13 Obiezioni ai principi di Berkeley

#### Obiezione 1
Obiezione: Tutto ciò che è reale e consistente in natura è bandito dal mondo, al posto di ciò esiste uno schema chimerico di idee.
Risposta: Le cose reali e chimeriche sono entrambe idee e perciò esistono nella mente. Le cose reali influenzano fortemente, sono sicure, ordinate, distinte e indipendenti da colui che percepisce le chimere, ma entrambe sono idee. Se per sostanza intendiamo ciò che sostiene il caso o le qualità esterne alla mente, allora la sostanza non esiste."L'unica cosa di cui neghiamo l'esistenza è ciò che i filosofi chiamano materia o sostanza corporea". Tutte le nostre esperienze sono costituite da cose che percepiamo direttamente con i nostri sensi. Queste cose, o idee, esistono solo nella mente che le percepisce. "Ciò che vedo, sento, e percepisco esiste, vale a dire, è percepito da me, non ho dubbi su ciò che faccio del mio essere".

#### Obiezione 2
Obiezione: C'è una grande differenza, per esempio, fra il fuoco reale e l'idea del fuoco,...se sospetti che sia solo l'idea del fuoco ciò che vedi, fallo, ma mettici la mano....
Risposta: Il fuoco reale e il dolore reale che causa sono entrambe idee. Esse sono conosciute solo da qualche mente che le percepisce.

#### Obiezione 3
Obiezione: "Vediamo" delle cose...ad una distanza da noi, cose che di conseguenza non esistono nella mente....
Risposta: Le cose distanti in un sogno sono effettivamente nella mente. Inoltre anche quando siamo svegli non percepiamo direttamente la distanza. Noi deduciamo la distanza da una combinazione di sensi, come la vista e il tatto. Le idee distanti sono idee che potremmo percepire attraverso il tatto se dovessimo spostare il nostro corpo.

#### Obiezione 4
Obiezione: Seguirebbe dai principi di Berkeley che...le cose sono sempre annientate e create di nuovo... . Quando non c'è nessuno a percepire, gli oggetti diventano nulla. Quando chi percepisce apre i suoi occhi, gli oggetti sono creati di nuovo.
Risposta: Berkeley chiede al lettore...di considerare se effettivamente intenda l'esistenza reale di un'idea distinta dal suo essere percepito."E' la mente che inquadra tutta la varietà di corpi che compongono il mondo visibile, nulla esiste più a lungo di quanto viene percepito.""Se il percipiente chiudesse gli occhi, nonostante ciò gli oggetti che ha percepito potrebbero continuare ad esistere nella mente di un altro osservatore."

#### Obiezione 5
Obiezione: Se l'estensione e le forme esistono solo nella mente, consegue che la mente è estesa e formata... (L'estensione sarebbe un attributo che è predicato del soggetto, la mente, nella quale essa esiste).
Risposta: Estensione e forme sono nella mente, perché sono idee percepite dalla mente. Non sono nella mente come attributi che sono predicati della mente, che è il soggetto. Il colore rosso potrebbe essere un'idea nella mente, ma ciò non vuol dire che la mente sia rossa.

#### Obiezione 6
Obiezione: Moltissime cose sono state spiegate dalla materia e dal movimento... . La scienza della natura ("filosofia naturale" nel testo) ha fatto molti progressi supponendo l'esistenza della materia e dei moti meccanici.
Risposta: Agli scienziati ("coloro che tentano di rendere conto delle cose", il termine "scienziato" fu introdotto nel diciannovesimo secolo da W. Whewell), non serve ritenere che materia e moto esistano e che essi abbiano effetti sulla mente di un osservatore. Tutti gli scienziati devono spiegare perché noi siamo influenzati da certe idee in certe occasioni.

#### Obiezione 7
Obiezione: E' assurdo attribuire tutto a degli Spiriti invece che a delle cause naturali.
Risposta: Usando il linguaggio comune possiamo parlare di cause naturali. Facciamo ciò al fine di comunicare. Tuttavia, in realtà dobbiamo sapere che stiamo parlando solo di idee nella mente di un percipiente. Dovremmo "pensare col dotto e parlare col volgare."

#### Obiezione 8
Obiezione: Gli umani concordano universalmente che ci siano cose esterne e che la materia esista. Hanno tutti torto?
Risposta: L'assenso universale non garantisce la verità di un'affermazione. Molte nozioni false sono credute da molte persone. Inoltre gli umani agirebbero come se la materia fosse causa delle loro sensazioni.
Tuttavia, non riescono a comprendere alcun significato delle parole "la materia esiste".

#### Obiezione 9
Obiezione: Allora perché tutti pensano che la materia e il mondo esterno esistano?
Risposta: Le persone notano che certe idee appaiono nelle loro menti indipendentemente dai loro desideri e dalle loro preghiere. Poi esse concludono che quelle idee o oggetti percepiti esistono fuori dalla mente. Questa opinione è però una contraddizione. Alcuni filosofi, che sanno che le idee esistono solo nella mente, ritengono che ci siano oggetti esterni che assomigliano alle idee. Loro pensano che gli oggetti esterni causino idee interne mentali. La ragione più importante per cui i filosofi non considerano Dio ("Spirito Supremo") come l'unica causa delle nostre percezioni, è "perché le Sue opere sono regolari ed uniformi". L'ordine e concatenazione delle cose sono "un argomento della massima saggezza, potenza e bontà del loro Creatore".

#### Obiezione 10
Obiezione: I principi di Berkeley non sono coerenti con la scienza e la matematica. Il moto della Terra è considerato vero. Ma, seguendo Berkeley, il moto è solo un'idea e non esiste se non è percepito.
Risposta: Chiedere se la Terra si muova veramente è come chiedere se possiamo vedere il movimento della Terra, se fossimo in grado di percepire la relazione fra Terra e il Sole. In accordo con le nostre conoscenze sul modo in cui le idee sono apparse alle nostre menti in passato, possiamo fare previsioni ragionevoli su come appariranno loro in futuro.

#### Obiezione 11
Obiezione: Le idee appaiono in una sequenza causale. Se le idee sono mere apparizioni superficiali, senza parti interne, qual è lo scopo della complicata sequenza causale con cui esse appaiono? Comporterebbe meno sforzo per gli oggetti, apparire come idee con una semplice superficie esteriore, senza così tante connessioni interne.
Risposta: Gli scienziati non dovrebbero spiegare le cose come se esse fossero causa o effetto. La connessione di idee è una relazione fra i segni e le cose che sono denotate.
Noi dovremmo studiare le nostre idee come se fossero segni informativi in un linguaggio della natura. Se noi capiamo il linguaggio in cui queste idee-segni sono usate, allora noi capiamo come possiamo produrre le connessioni di idee.

#### Obiezione 12
Obiezione: La materia potrebbe esistere come una sostanza inerte, non pensante, o causa delle idee.
Risposta: Se la materia è un supporto sconosciuto per qualità come forme, movimenti e colori, allora non ci riguarda. Suddette qualità sono sensazioni o idee in una mente che le percepisce.

#### Obiezione 13
Obiezione: Le Sacre Scritture parlano di cose reali come montagne, città e corpi umani. Le Scritture descrivono anche miracoli, come la festa di matrimonio a Cana, in cui le cose si trasformarono in altre cose. Queste sono solo apparenze o idee?
Risposta: Le cose reali sono idee forti, distinte e vivide. Le cose immaginarie sono idee deboli, indistinte e vaghe. Le cose che le persone sono in grado di vedere, annusare e assaporare sono cose reali.

### Conseguenze
Come risultato di questi principi, seguono queste conseguenze:

#### Domande bandite
Dato che le seguenti indagini dipendono dal presupposto dell’esistenza della materia, queste sono le domande che non possono più essere poste:
- La sostanza materiale può pensare?
- La materia è infinitamente divisibile?
- Qual è la relazione tra materia e spirito?

#### Possiamo conoscere solo idee e spiriti
“La conoscenza umana può naturalmente essere ridotta in due categorie — quella delle IDEE e quella degli SPIRITI”.

#### Idee, o cose non pensanti
È un errore pensare che gli oggetti di senso, o le cose reali, esistano in due modi: nella mente e non nella mente (fuori dalla mente). Da qui risulta lo scetticismo, non possiamo sapere se gli oggetti percepiti siano uguali a quelli non percepiti. Le idee percepite sono cose reali, esistenti. Esse non possono esistere senza una mente che le percepisca. Non possono somigliare a niente che esista a prescindere da una mente. Questo è il motivo per cui l’esistenza delle sensazioni o delle idee consiste nell'essere percepite, e un’idea non può somigliare a nulla che non sia un’idea. Se le cose hanno origine o persistono quando non le percepisco, è perché un’altra mente le sta percependo. Gli scettici, i fatalisti, i politeisti e gli atei credono che la materia esista anche se non percepita.
Un’altra fonte di errori è il tentativo di pensare a idee astratte. Le idee particolari sono note per essere reali. L’astrazione, fatta sottraendo tutte le particolarità dalle idee, porta a errori e a difficoltà. Gli scettici dicono che non possiamo mai sapere la verità, la vera natura delle cose. Non c’è nessun modo, loro dicono, per poter comparare le idee nella nostra mente a quello che è il mondo materiale esterno. Noi siamo ignoranti per quanto riguarda l’essenza reale (le qualità interne e la costituzione) di qualsiasi oggetto.
Gli scettici dicono che la causa delle proprietà di un oggetto sia la sua essenza non nota, le sue qualità occulte, o le sue cause meccaniche. Ma il moto, il colore, il suono, la figura, la grandezza ecc. sono idee e un’idea, o qualità, non può causarne un’altra. Gli scettici sono nel torto perché solo uno spirito può causare un’idea. Il principio meccanico dell’attrazione è usato per spiegare la tendenza dei corpi a muoversi l’uno verso l’altro. L’attrazione però è solamente un nome generico che descrive un effetto. Non rappresenta la causa del moto osservato. Tutte le cause efficienti sono prodotte dalla volontà di una mente o di uno spirito (la mente o lo spirito sono ciò che pensa, ha volontà e percepisce). La gravitazione (la reciproca attrazione) è detta essere universale. Noi, comunque, non sappiamo se la gravitazione sia necessaria o essenziale ovunque nell'universo. La gravitazione dipende solamente dalla volontà della mente o dello spirito che governa l’universo.
Da queste premesse derivano quattro conseguenze: (1) La mente o lo spirito è la causa efficiente nella natura; (2) Dovremmo investigare la causa finale o lo scopo delle cose; (3) Dovremmo studiare la storia della natura e fare osservazioni ed esperimenti al fine di trarre conclusioni generali e utili; (4) Dovremmo osservare i fenomeni che ci troviamo davanti al fine di trovare leggi generali della natura per dedurre altri fenomeni da esse. Queste quattro conclusioni sono basate sulla saggezza, sulla bontà e sulla gentilezza di Dio.
Newton asserì che il tempo, lo spazio e il movimento possono essere distinti in assoluto/relativo, reale/apparente, matematico/volgare. Facendo ciò, assunse che il tempo, lo spazio e il movimento fossero pensati solitamente come relazionati agli oggetti sensibili. Ma questi hanno anche, egli assunse, una natura interiore che esiste a prescindere dalla mente di un osservatore e che non ha relazione con cose sensibili. Lui descrisse un tempo, uno spazio e un movimento assoluti, che si distinguono da quelli relativi e da tempo, spazio e moto apparenti. Berkeley non era d’accordo. Per lui, tutti i moti sono relativi a causa della sua idea di moto, che includeva necessariamente la relazione. Con spazio puro, intendo che posso muovere le mie mani e le mie gambe senza alcuna resistenza. Lo spazio è meno puro quando c’è una maggiore resistenza da parte di altri corpi. Lo spazio, comunque, è un’idea relativa ai corpi e al moto.
Gli errori fatti dai matematici avvengono a causa  (1) della loro dipendenza dalle idee astratte generali e (2) dalla loro credenza che un oggetto esista in sé senza essere un’idea nella mente di un osservatore. In aritmetica, le cose che passano per verità astratte e teoremi che hanno a che fare con i numeri, in realtà concernono cose particolari che possono essere contate.
In geometria, una fonte di confusione è l’assunzione che un’estensione finita sia infinitamente divisibile o che contenga un'infinità di parti. Ogni linea, superficie, o solido particolare e finito, che può essere l’oggetto del nostro pensiero, è un’idea esistente solo nella mente, e di conseguenza ogni parte di essa deve essere percepita. Ogni linea, superficie o solido che percepisco è un’idea della mia mente. Non posso dividere la mia idea in un numero infinito di altre idee. Noi non possiamo concepire una linea lunga un pollice venir divisa in mille parti, ancora meno in un’infinità di infinitesimi. Non esiste in alcuna cosa un numero infinito di parti contenuto in una quantità finita. Per utilizzare la matematica, non è necessario presupporre che ci siano infinite parti di linee finite o qualche quantità minore della più piccola che può essere percepita.

#### Spiriti, o cose pensanti
Uno spirito o una mente è ciò che pensa, ha volontà, o percepisce. Si pensa che noi ignoriamo la natura della mente o dello spirito perché non ne abbiamo mai avuto l’idea. Ma è stato dimostrato nel paragrafo § 27 che le idee esistono negli spiriti e nelle menti. È assurdo aspettarsi che lo spirito o la mente che supportano un’idea siano anch'essi un’idea. Nel paragrafo § 27, è stato mostrato che l’anima è indivisibile. Quindi, è naturalmente immortale. Io so che gli spiriti, o le menti al di fuori di me stesso, esistono perché percepisco le idee che essi causano. Quando percepisco l’ordine e l’armonia della natura, so che Dio, come mente o spirito infinitamente saggio, ne è la causa. Non possiamo vedere Dio perché Lui è uno spirito o una mente, non un’idea. Vediamo Lui nello stesso modo con il quale noi vediamo un uomo, quando in realtà stiamo vedendo solo le idee, come il colore, la grandezza e il movimento che l’uomo causa.
Seguendo una linea di pensiero che risale alla Teodicea Agostiniana, Berkeley sostiene che le imperfezioni in natura, come le inondazioni, la rovina, le nascite mostruose etc., sono assolutamente necessarie. Queste non sono il risultato dell’influenza diretta di Dio. Esse sono il risultato del lavoro del sistema di semplici, generali e consistenti regole che Dio ha stabilito nella natura al fine di far sopravvivere gli esseri viventi. Questi difetti naturali sono utili in quanto fungono da varietà piacevole e accentuano la bellezza del resto della natura con il loro contrasto. Il dolore che esiste nel mondo è indispensabile al nostro star bene. Considerati da una più alta e più ampia prospettiva, alcuni mali possono essere positivi se visti come parte di un  sistema ordinato, bello e globale.

### Obiettivo principale
Berkeley sostiene che il motivo principale per cui si impegnò nella composizione di questo libro sia quello di promuovere la "considerazione di DIO e del nostro DOVERE" (enfasi di Berkeley). Se siamo realmente convinti dell’esistenza di Dio, allora riempiremo i nostri cuori con una terribile circospezione e una santa paura. Berkeley sostiene che il mondo esiste com'è, quando nessuno lo sta guardando, perché è formato da idee percepite dalla mente di Dio. Se pensiamo che gli occhi del Signore siano ovunque, che contemplano il bene e il male e conoscono i nostri pensieri più intimi, allora capiamo la nostra totale dipendenza da Lui. In questo modo, avremo un incentivo ad essere virtuosi e ad evitare il vizio.